# Cantó de Seiches-sur-le-Loir
El cantó de Seiches-sur-le-Loir és una antiga divisió administrativa francesa del departament de Maine i Loira, situat al districte d'Angers. Té 13 municipis i el cap es Seiches-sur-le-Loir. Va desaparèixer el 2015.

## Municipis
- Bauné
- Beauvau
- La Chapelle-Saint-Laud
- Chaumont-d'Anjou
- Cornillé-les-Caves
- Corzé
- Fontaine-Milon
- Jarzé
- Lézigné
- Lué-en-Baugeois
- Marcé
- Seiches-sur-le-Loir
- Sermaise

## Història
| Data d'elecció                           | Identitat         | Partit                                  | Qualitat |
| ---------------------------------------- | ----------------- | --------------------------------------- | -------- |
| 1945-1964                                | Étienne Rabouin   | Divers droite, després RPF, després UNR |          |
| 1964-1966                                | Camille Girardeau | RPR                                     |          |
| 1966-2001                                | Christian Martin  | CD, després UDF-CDS                     |          |
| 2001-2008                                | André Lainard     | Divers gauche                           |          |
| 2008-2015                                | Marc Bérardi      | Divers gauche                           |          |
| les dades anteriors no són pas conegudes |                   |                                         |          |
|                                          |                   |                                         |          |

## Demografia
| A partir de 1990: Població sense dobles comptes |